# Epitaph für Emmerich Friedrich de Fabre

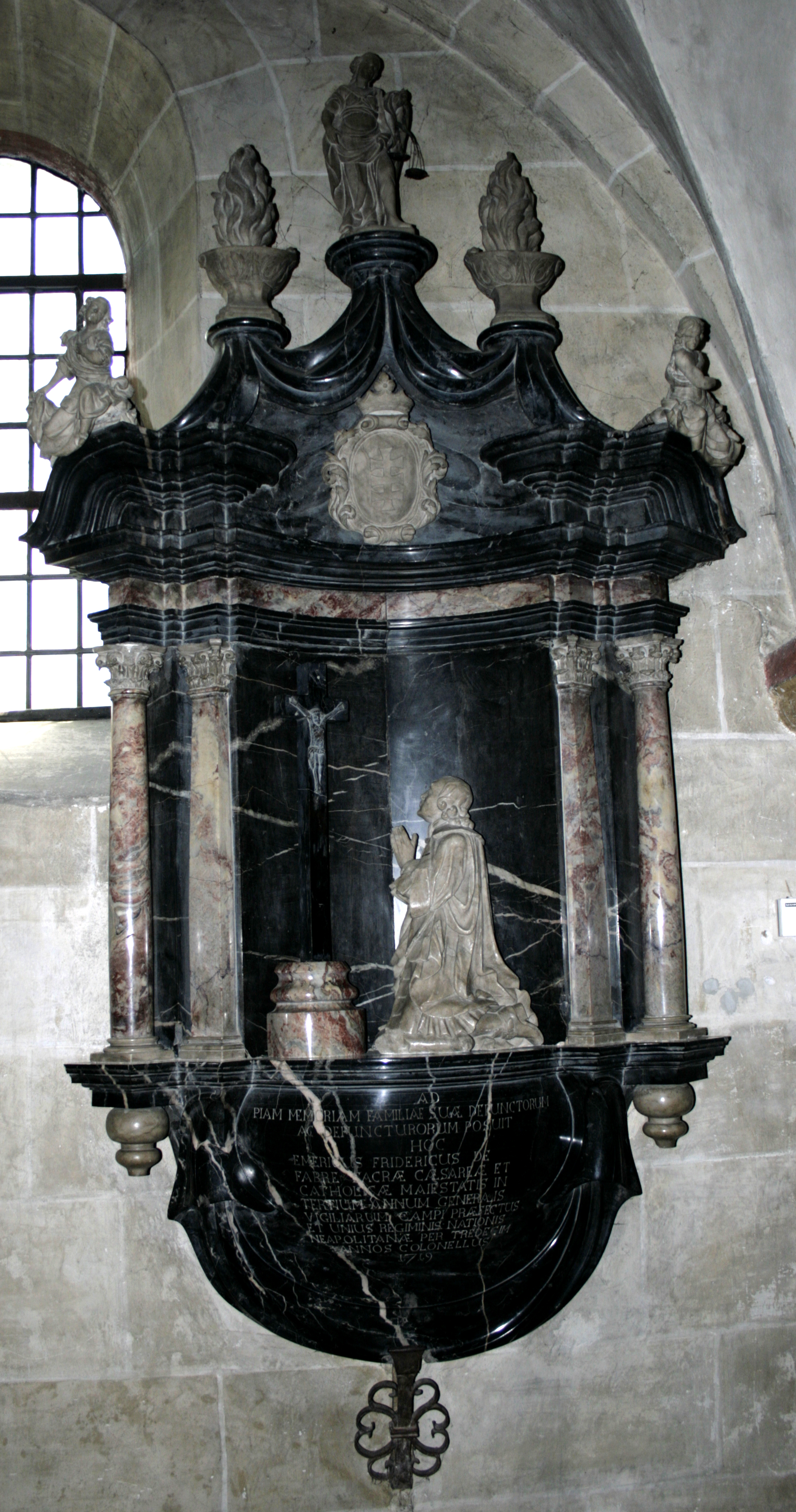
Epitaph für Emmerich Friedrich de Fabre

Das 1719 errichtete Epitaph für Emmerich Friedrich de Fabre befindet sich in der katholischen Pfarrkirche St. Lubentius in Dietkirchen. Das Epitaph ist als Teil der Kirchenausstattung ein geschütztes Kulturdenkmal.

## Beschreibung
Das barocke Epitaph aus schwarzem und weißem Marmor befindet sich im südlichen Seitenschiff. Emmerich Friedrich de Fabre († 1728) war kaiserlicher Offizier und Sohn des Dietkirchener Posthalters Johann de Fabre. Über der Inschriftenkartusche als unterem Abschluss erhebt sich ein retabelartiger Aufbau mit Säulen, Pilastern, geschwungenem Gebälk, Flammenkratern, Engelsfiguren und einer personifizierten Justitia als Bekrönung. Der Stifter kniet betend vor dem Kruzifix, darüber ist sein Wappen mit einem Dreibalkenkreuz zu sehen.